# Androlepis
Androlepis ist eine Pflanzengattung in der Unterfamilie Bromelioideae innerhalb der Familie der Bromeliengewächse (Bromeliaceae). Die früher monotypische Gattung enthält seit 2020 drei Arten in der Neotropis.

## Beschreibung

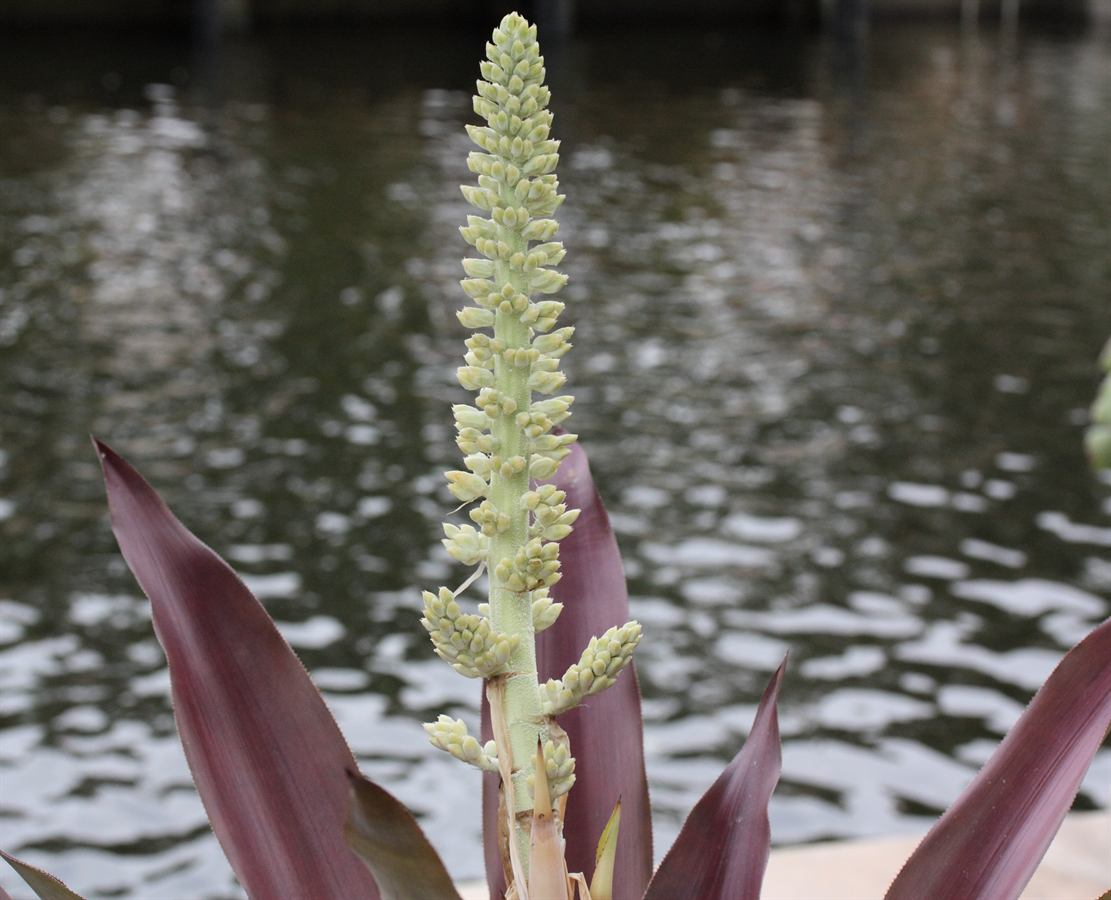
Blütenstand von Androlepis skinneri

### Vegetative Merkmale
Die Androlepis-Arten sind epiphytisch lebende, immergrüne, ausdauernde krautige Pflanzen. Derbe Laubblätter sitzen an einer gestauchten Sprossachse und bilden Trichter, in denen Wasser gesammelt wird. Die einfachen, parallelnervigen Laubblätter sind leicht bewehrt.

### Generative Merkmale
Der aufrechte Blütenstandsschaft ist relativ lang und es sind Hochblätter vorhanden. Die je nach Art unterschiedlich stark und deutlich verzweigten Blütenstände enthalten Tragblätter. Die Deckblätter sind unauffällig. Die Blütenstiele sind je nach Art unterschiedlich lang.
Die immer eingeschlechtigen, pentazyklischen (fünf Blütenblattkreise), radiärsymmetrischen Blüten sind dreizählig. Die drei Kelchblätter sind zu einer kurzen Röhre verwachsen. Die drei Kronblätter sind verwachsen. In den männlichen Blüten sind zwei Kreise mit je drei Staubblättern vorhanden. Die Staubfäden sind mit den Kronblättern verwachsen und am oberen Ende geteilt. Der Fruchtknoten der weiblichen Blüten ist unterständig.
Blütenformel:
{\displaystyle \star \;K_{(3)}\;{[C_{(3)}\;A_{3+3}]}\;G_{\overline {(3)}}}
Die Früchte sind Beeren. Die Samen sind ungeflügelt.

## Ökologie
Androlepis ist die einige Gattung der Unterfamilie Bromelioideae bei der Diözie vorliegt.

## Systematik und Verbreitung
Die Gattung Androlepis wurde 1870 durch Adolphe Brongniart in Jean-Baptiste Houllet: Revue Horticole (Paris), Band 42, Seite 12 mit der Typusart Androlepis skinneri aufgestellt. Der botanische Gattungsname Androlepis setzt sich aus den altgriechischen Wörtern  andros für „männlich“ und lepis für „Schuppe“.
Die Androlepis-Arten gedeihen in der Neotropis.
Die Gattung Androlepis Brongn. ex Houllet enthält seit 2020 drei Arten:
- Androlepis fragrans Leme & H.Luther: Sie wurde 2011 erstbeschrieben und kommt nur im mexikanischen Bundesstaat Veracruz vor.[4][5]
- Androlepis najarroi Ramírez-Díaz & I.Ramírez: Sie wurde 2020 erstbeschrieben und kommt nur im mexikanischen Bundesstaat Chiapas sowie in Honduras nur im Departamento Copán vor.[4] Sie gedeiht auf einer Bergkette im Hochland von Chiapas in Höhenlagen von 900 bis 2000 Metern in sehr humiden Habitaten im oberen Bereich des Kronendaches im Regen- und Nebelwald.[1]
- Androlepis skinneri (K.Koch) Brongniart ex Houllet: Sie gedeiht epiphytisch in Waldgebieten in Höhenlagen von etwa 1300 Metern nur in der zentral-peruanischen Region Pasco.[4]